# Fokker C.X
De Fokker C.X is aanvankelijk door Fokker gebouwd als verkenningsvliegtuig voor de Militaire Luchtvaart van het Koninklijk Nederlandsch-Indisch Leger. Later is ook een serie aangeschaft door de Luchtvaartafdeeling ten behoeve van de Strategische Verkennings Afdeeling (StraVA). Het toestel had een halfgesloten cockpit met daarachter een open zitplaats voor de waarnemer-mitrailleurschutter. Het toestel was geschikt voor het afwerpen van een lichte lading bommen, 16 x 25 kg, 8 x 50 kg of 4 x 100 kg. Het had een voorwaarts schietende vaste mitrailleur en een vrij bedienbare bij de boordschutter achter.
Tijdens de meidagen van 1940 waren er elf toestellen operationeel en voornamelijk gestationeerd op vliegveld Bergen. Doordat ze in gecamoufleerde houten hangaartjes in de bosrand achter het vliegveld waren verborgen, vielen ze niet ten prooi aan het bombardement en Duitse strafing.
Tussen 10 en 14 mei hebben deze toestellen verscheidene missies gevlogen zonder noemenswaardige verliezen. De toestellen bleken wendbaar en nuttig. Ze bombardeerden het inmiddels door de Duitsers bezette vliegveld Waalhaven en bestookten onder andere vijandelijke geschutsopstellingen in de bossen bij Wageningen voor de Grebbelinie.
Het Militaire Luchtvaart Museum in Soesterberg is sinds 1997 bezig met de herbouw naar origineel ontwerp van een Fokker C.X.
Hierbij is gebruik gemaakt van het achterste gedeelte van de romp van de C.X met registratie nummer 700. Dit toestel maakte in 1937 een noodlandlanding en werd het achterstuk vervangen waarbij de staartslof kwam te vervallen en er kwam een staartwiel voor terug. Het oude achterstuk is bewaard gebleven en is nu dus deel van de replica.

## Finse C.X
De Finnen kochten vier C.X's inclusief het licentierecht tot zelfbouw. Zij lieten de C.X met de Bristol Pegasus-stermotor ontwerpen zodat deze qua uitvoering meer op de Koolhoven F.K. 51 ging lijken dan de moderner ogende Nederlandse C.X, met de spitse voorzijde voor de Rolls Royce Kestrel V-motor. De Finnen bouwden er nog 35 C-X's bij, die bovendien in meerdere versies kwamen. Ze werden met redelijk groot succes tijdens de Winteroorlog (1939-1940) en de Vervolgoorlog (1941-1944) tegen de Sovjet-Unie ingezet.

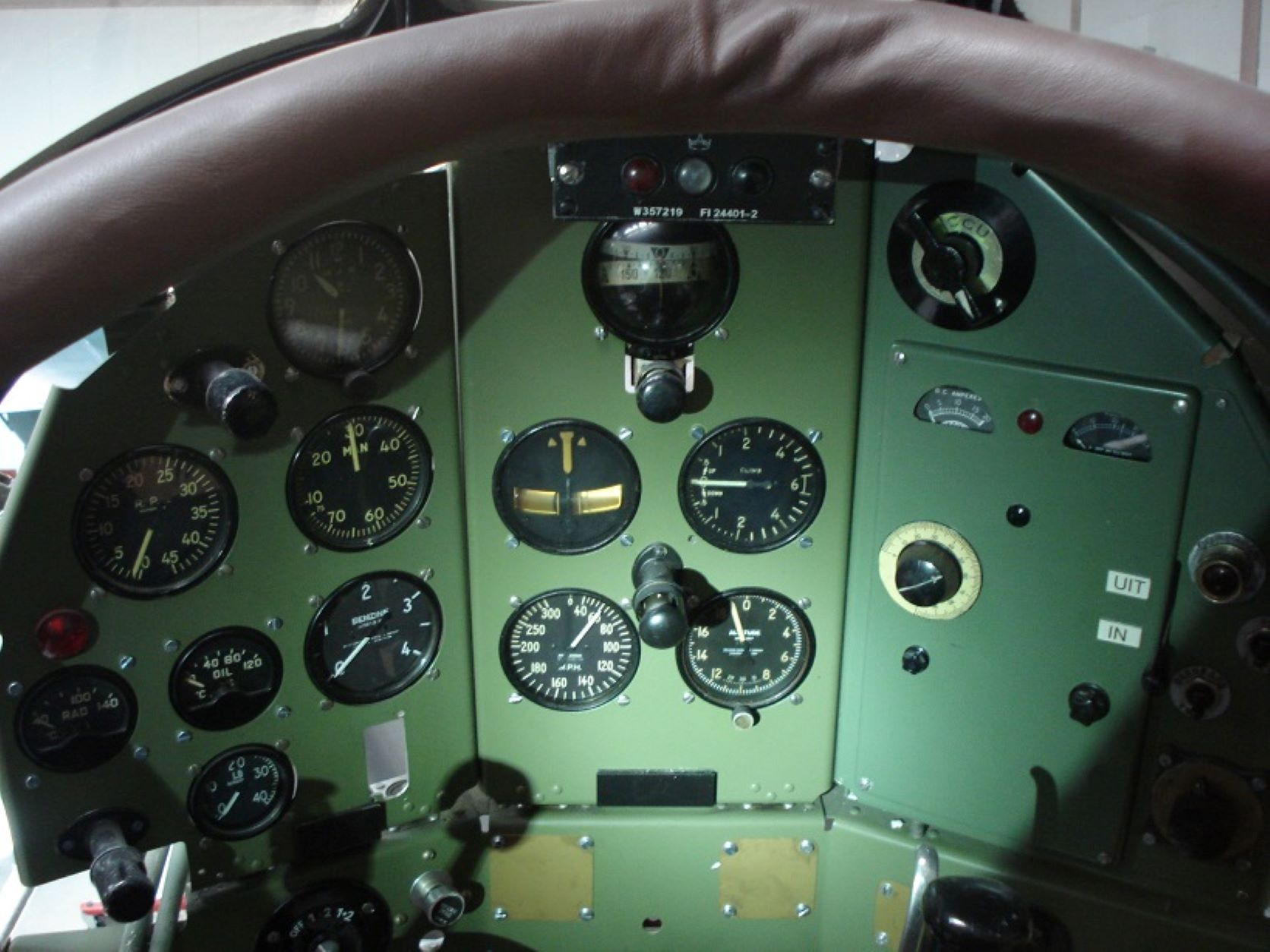
Instrumenten paneel van de C.X replica in Soesterberg.

In 1997 zijn 2 rompen van Finse C.X's naar Nederland gekomen om als voorbeeld te dienen voor de replica van het Militaire Luchtvaart Museum in Soesterberg. Een romp is teruggegaan naar Finland, de tweede is nu te bezichtigen in het museum van stichting Crash in Aalsmeerderbrug.

## Spaanse C.X
Spanje had ook interesse in de Fokker C.X. De republikeinse zijde bestelde twee C.X's bij Fokker (op basis van de Hispano-Suiza V-motor) en kreeg die ook geleverd, samen met een zelfbouwlicentie. De licentiebouw was gaande toen de fabriek door de nationalisten onder de voet werd gelopen. Zodoende zouden alleen de twee van Fokker geleverde C.X's operationeel tot inzet komen.